# Al-Mushatta

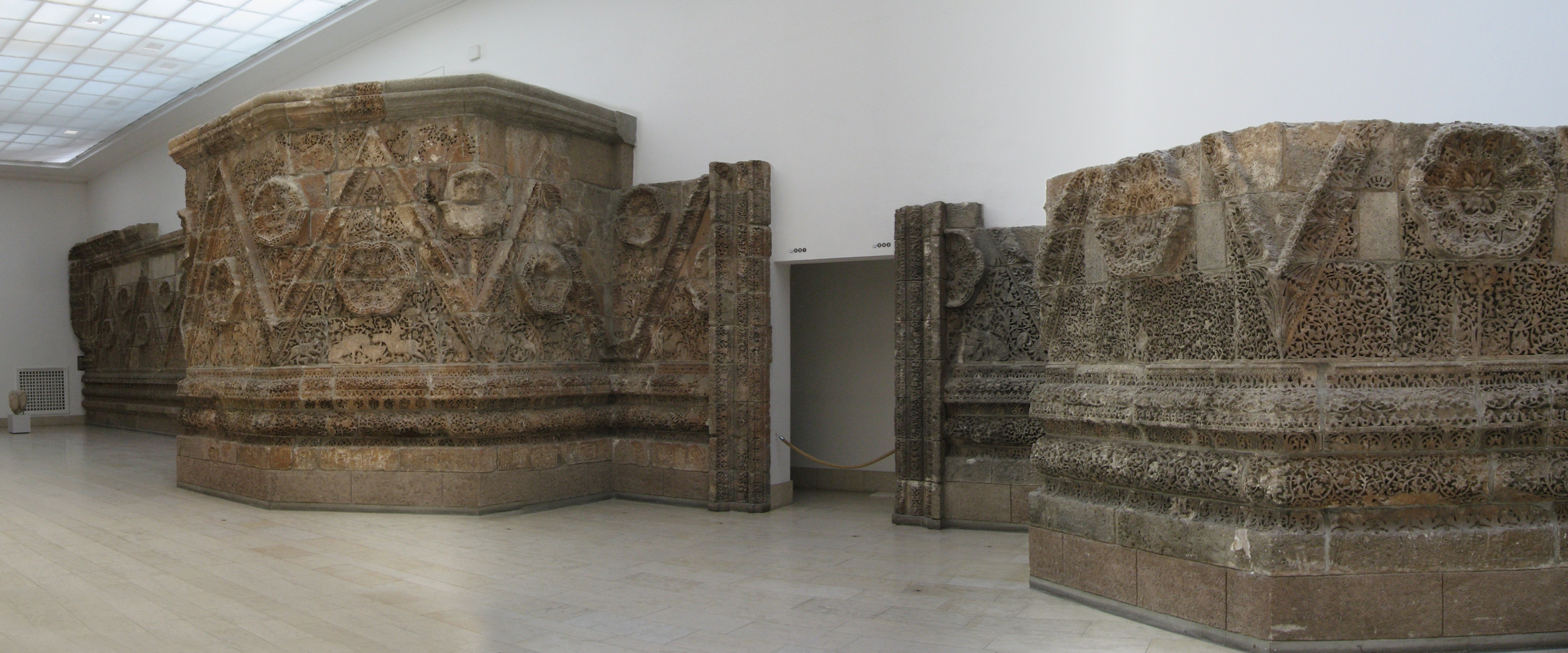
Part de la façana al Pergamonmuseum de Berlín

(Qasr) Al-Mushatta o Al-Mshatta (àrab: قصر المشتى, Qasr al-Muxattà, literalment ‘Castell del Campament d'hivern’) és el nom d'un palau en ruïnes de Jordània d'època omeia, situat uns 35 km al sud d'Amman.
Malgrat que, per la presència d'escultures, fou atribuït als sassànides i fins i tot als gassànides o als làkhmides, modernament hi ha acord que ha de ser un palau omeia probablement del segle viii, potser del regnat d'al-Walid II. El palau formaria part de la xarxa de castells, palaus i caravanserralls denominats col·lectivament castells del desert. Una part d'aquest palau, la façana amb relleus, va ser traslladada i s'exposa al Museu de Pèrgam de Berlín.

## Història
El 1964 es va trobar un totxo a Mushatta amb una inscripció escrita per Sulayman ibn Kaisan, conegut per haver viscut entre els anys 730 i 750, cosa que va refer la teoria que deia que va ser construïda pel califa al-Walid II, l'artista príncep. S'han trobat algunes marques en forma de creuer que testimonien que a la construcció del palau hi participaren cristians, probablement alguns amb treballs forçats; també hi ha indicis que hi participaren obrers venuts de l'Iran.

## Arquitectura
Les ruïnes de Mushatta consten d'una plaça tancada, voltada d'un mur exterior amb vint-i-cinc torres i una secció central que inclou la sala del tron, el pati i la meitat, a més d'un grup de petites habitacions. Com tots els palaus omeies, està basat en el mòdul romà de 35 metres, però, en aquest cas, les seves dimensions s'han multiplicat per quatre, generant unes dimensions que només es poden trobar al Qasr Tuba, edificat també per al-Walid II i amb el qual coincideix també amb la presència de latrines en algunes torres.
La secció central, a la qual sembla que li manquin les dues seccions laterals destinades a servents i cortesans, està dividida en tres parts. La porta principal i la mesquita estan situades al costat que mira a La Meca, el sud; després hi ha un pati, i al costat nord queda la zona residencial, amb una entrada de tres arcades que porten al saló amb voltes del tron, de planta basilical i rematada per un espai de planta trevolada amb tres lòbuls, característica de les sales de cerimònia dels palaus romans d'Orient. Voltant aquest saló hi ha un grup d'habitacions obertes amb voltes arquejades i conductes de ventilació.
La façana, que es troba a Berlín, presenta una decoració rica amb motius que creen espais triangulars decorats amb roses i elements vegetals, sobretot motius de vinya, amb alguns motius animals, reals i fantàstics (grius i centaures), que animen l'alt relleu.

## Galeria

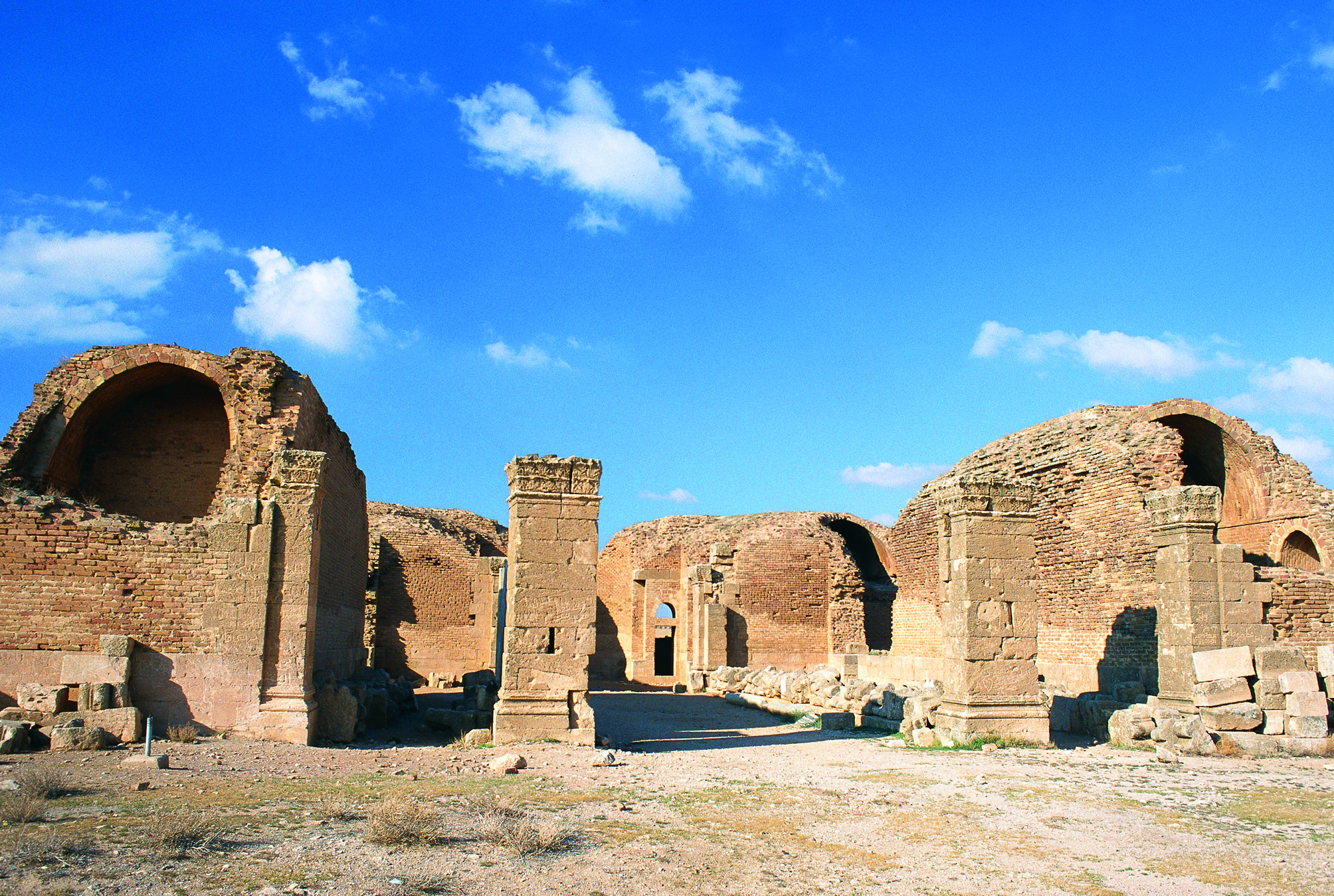
Darrere la façana, 2008
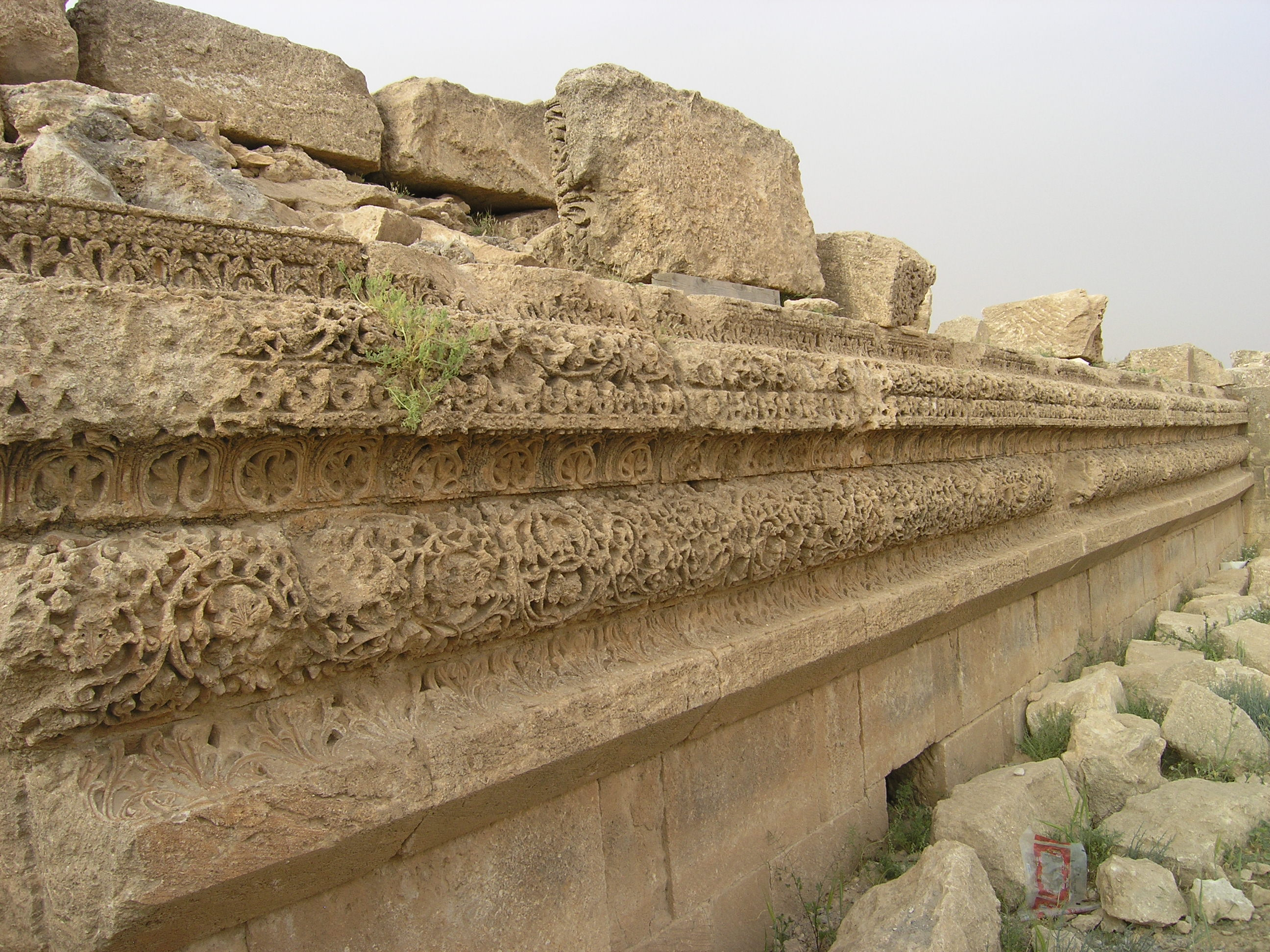
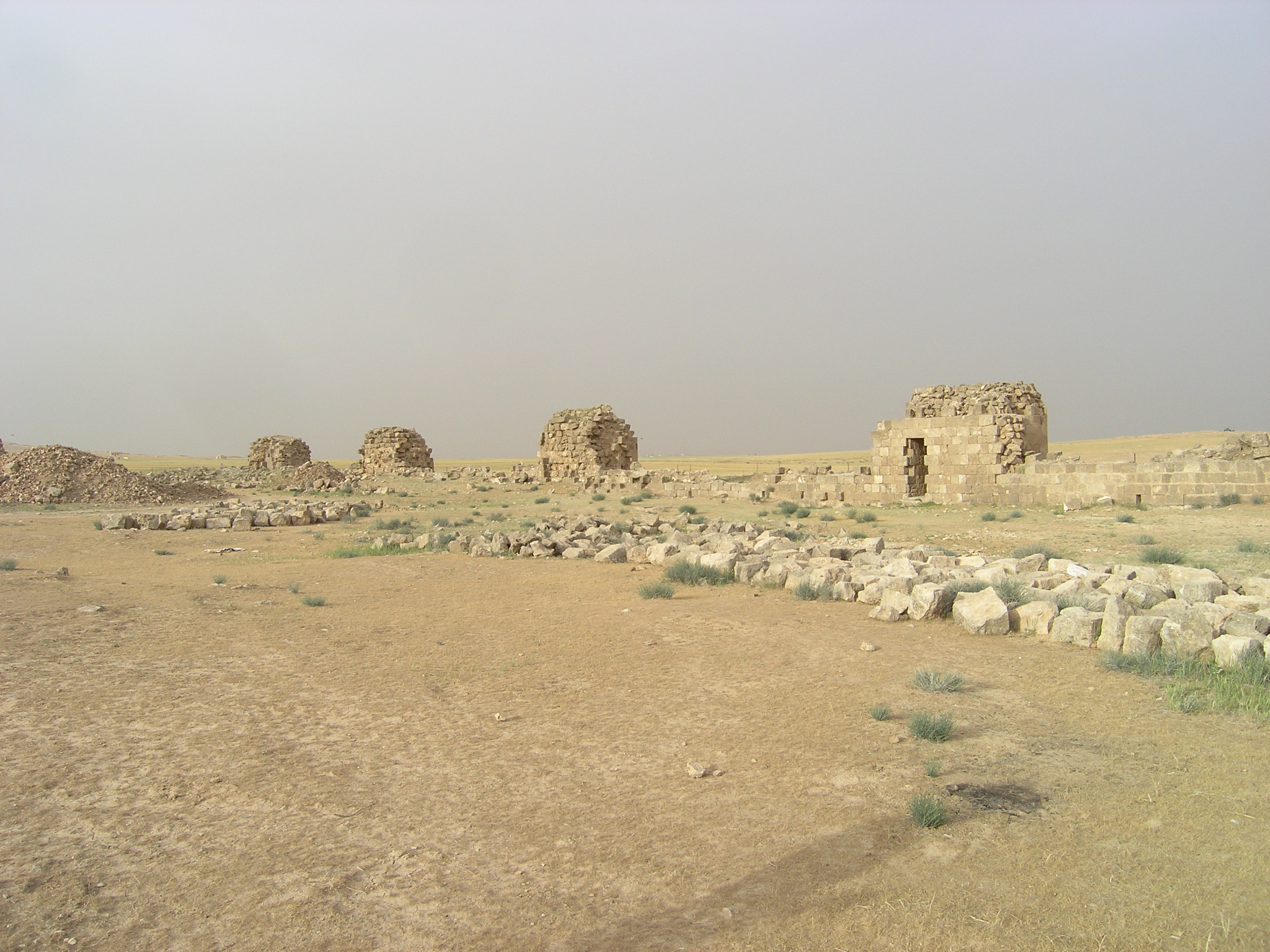
Secció de mur exterior, amb torres
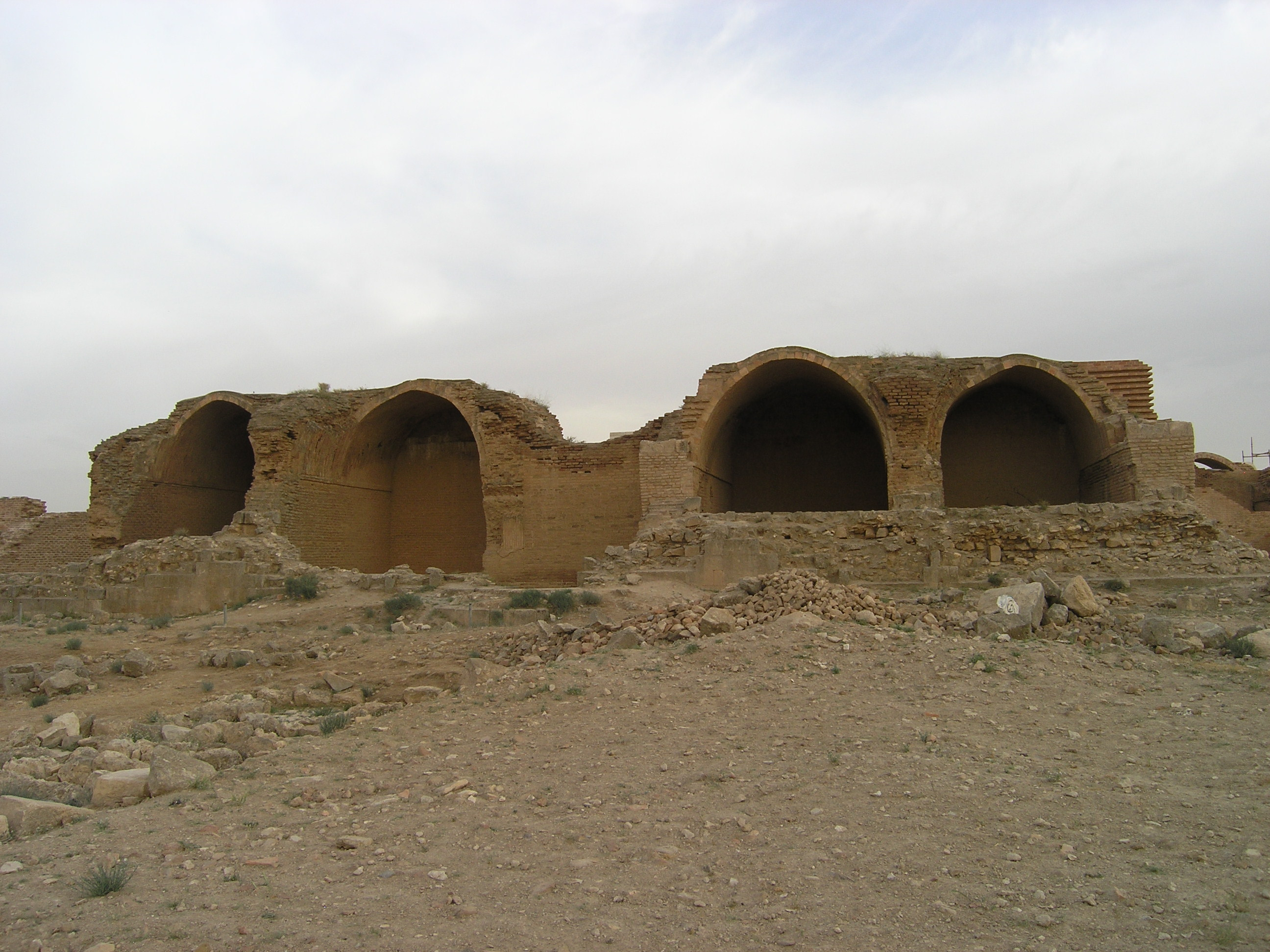
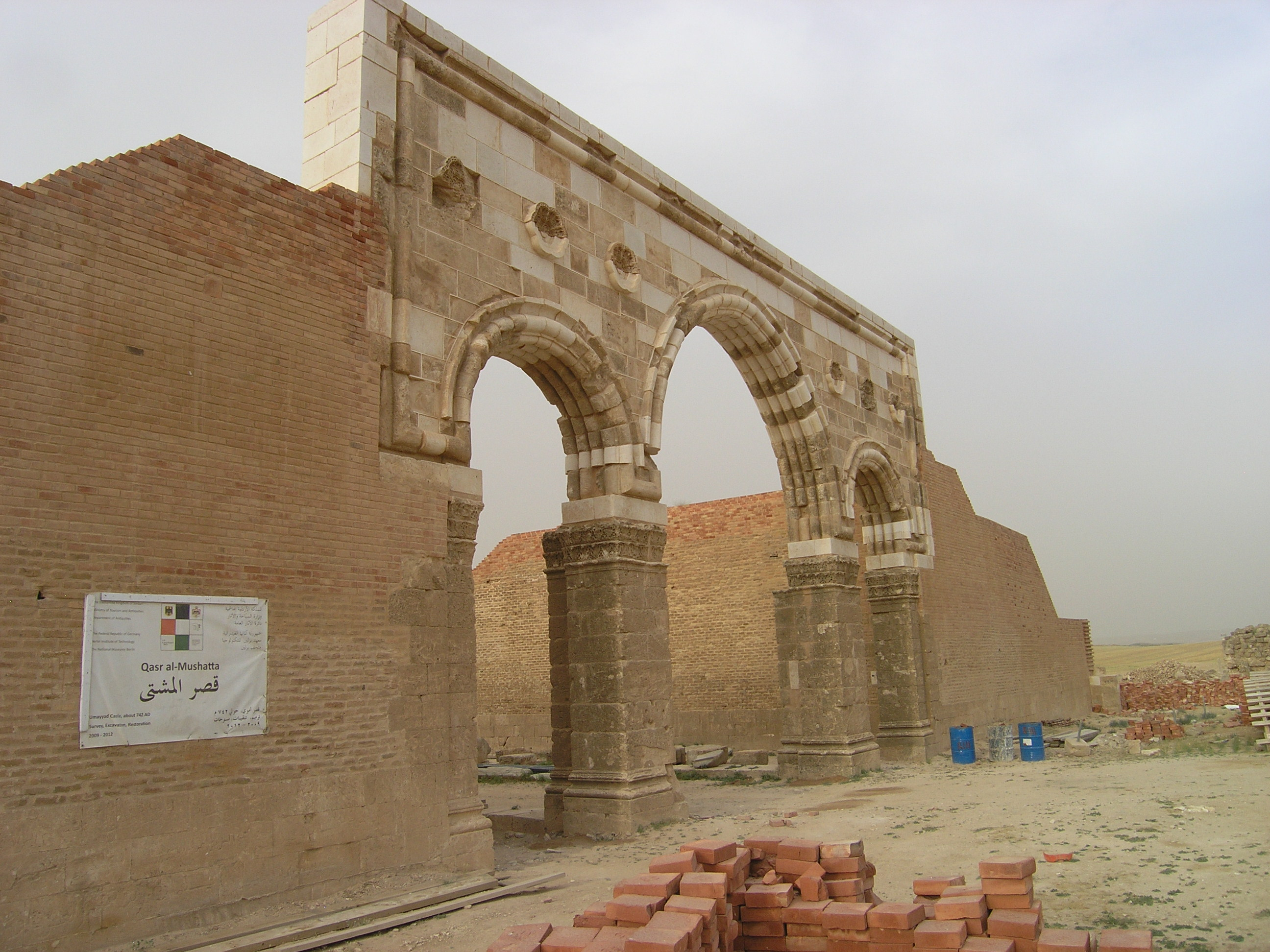
Restes de la façana al lloc original
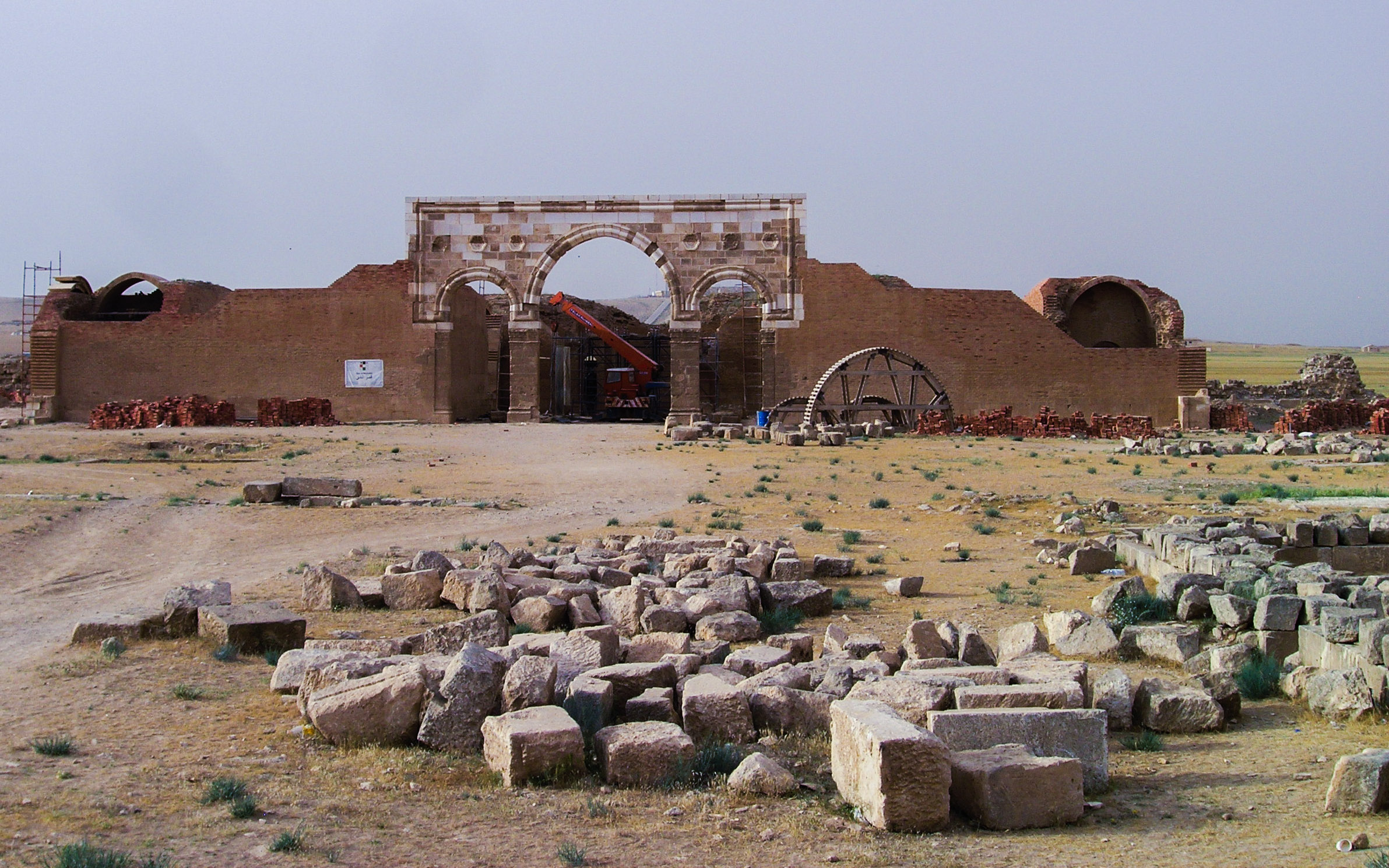
Restes de la façana al lloc original